# 吉野川市立鴨島東中学校
吉野川市立鴨島東中学校（よしのがわしりつ かもじまひがしちゅうがっこう）は、徳島県吉野川市鴨島町麻植塚にある公立中学校。

## 概要
- 2015年4月27日、東中ラリーを実施。チェックポイントを6時間かけて12km以上を歩く行事[1]。
- 2015年12月12日、ミュージックフェスティバル（合唱コンクール）が開かれた[2]。
- 2007年から「（鴨島）東中寺子屋」を実施している。生徒が科目や教師を選ぶタイプの授業に取り組んでいる。毎週月曜日に1時間実施。寺子屋では、金曜日に生徒各自が授業を選び、翌月曜日に生徒各自がその授業の部屋に行き学習する。理解不十分な部分を補ったり、関心を更に深めたりしている[3]。

## 基礎データ
最寄駅
- JR徳島線麻植塚駅

## 沿革
- 1947年（昭和22年）4月1日 - 学制改革により、牛島中学校と森山中学校が開校。
- 1953年（昭和28年）
  - 4月 - 牛島村・森山村中学校組合規約制定され、麻植郡牛島村森山村組合立麻植第二中学校が発足。
  - 10月 - 校名改称により、麻植郡牛島村森山村組合立麻植中学校と改称。
- 1954年（昭和29年）
  - 3月 - 町村合併により、徳島県麻植郡鴨島町麻植中学校と改称。
  - 11月 - 校名改称により、徳島県麻植郡鴨島町鴨島東中学校と改称。
- 2004年（平成16年）10月 - 町村合併により、徳島県吉野川市立鴨島東中学校と改称。

## 校訓
- 自律
- 創造
- 親和
- 協力

## 著名な卒業生
- 石田侑資 - プロサッカー選手・ガイナーレ鳥取(2021～2022)、いわきFC(2023～　)

## 部活動
- 野球
- ソフトテニス
- バレーボール（女子）
- 卓球（男子）
- 陸上
- バスケットボール（女子）
- サッカー
- 吹奏楽
- 美術

## 通学区域が隣接している学校
- 吉野川市立鴨島第一中学校
- 神山町立神山中学校
- 石井町立高浦中学校
- 上板町立上板中学校
- 阿波市立吉野中学校